# Saint-Alban-sur-Limagnole
Die französische Gemeinde Saint-Alban-sur-Limagnole liegt im Département Lozère in der Region Okzitanien. Der Ort mit 1.378 Einwohnern (Stand 1. Januar 2022) liegt am Fernwanderweg GR 65, welcher weitgehend dem historischen Verlauf des französischen Jakobsweges Via Podiensis folgt.

## Geografie und Verkehr
Saint-Alban-sur-Limagnole liegt im Zentralmassiv und ist Hauptort des gleichnamigen Kantons. Der Ort liegt an der Limagnole, einem Nebenfluss der Truyère am Rande der Margeride. Der Ort entstand rund um Burg und Kirche Saint Alban, welche dem ersten englischen Märtyrer gewidmet wurde. Die nächsten französischen Großstädte sind Lyon (157 km) im Nordosten, Toulouse (203 km) im Südwesten, Bordeaux (314 km) im Westen und Montpellier (136 km) im Süden.
Der nächste Regionalflughafen ist der Flughafen Aurillac, mit täglichen Flügen nach Paris. Über die A75 und die N122 liegt er circa 120 Straßenkilometer entfernt. Die nächste Bahnstation befindet sich in Monistrol-d’Allier, circa 42 Straßenkilometern nordöstlich.
In Saint-Alban-sur-Limagnole kreuzen sich die beiden Département-Straßen D987 und D4.

## Geschichte
Ursprünglich war Saint Alban eine feudale Burg, die erstmals im Jahre 1245 Erwähnung findet.
1364 wird sie von den Engländern besetzt. Im Mittelalter gehörte sie den Herren von Gévaudan.
Im 16. Jahrhundert wird in der Nähe der Burg ein Renaissance-Schloss in Form eines unregelmäßigen Vierecks errichtet. Die vier Ecken werden von massiven Türmen flankiert. Das Bauwerk wird von einem Wassergraben umgeben, über den eine Zugbrücke ins Innere führt. Das Schloss ist heute Teil einer psychiatrischen Klinik.

### Bevölkerungsentwicklung
| Jahr      | 1962 | 1968 | 1975 | 1982 | 1990 | 1999 | 2009 | 2018 |
| Einwohner | 2342 | 2309 | 2245 | 2128 | 1928 | 1598 | 1478 | 1364 |

## Jakobsweg(Via Podiensis)
In Saint-Alban-sur-Limagnole gibt es neben der Touristinformation ein Hotel, Restaurants, sowie mehrere Pilgerherbergen (franz. Gîte d'étape). Die nächste größere Ortschaft auf dem Jakobsweg ist Aumont-Aubrac an der Grenze des Aubrac. Dorthin führt als direkte Straßenverbindung die D987.

## Sehenswürdigkeiten
- Kirche Saint-Alban

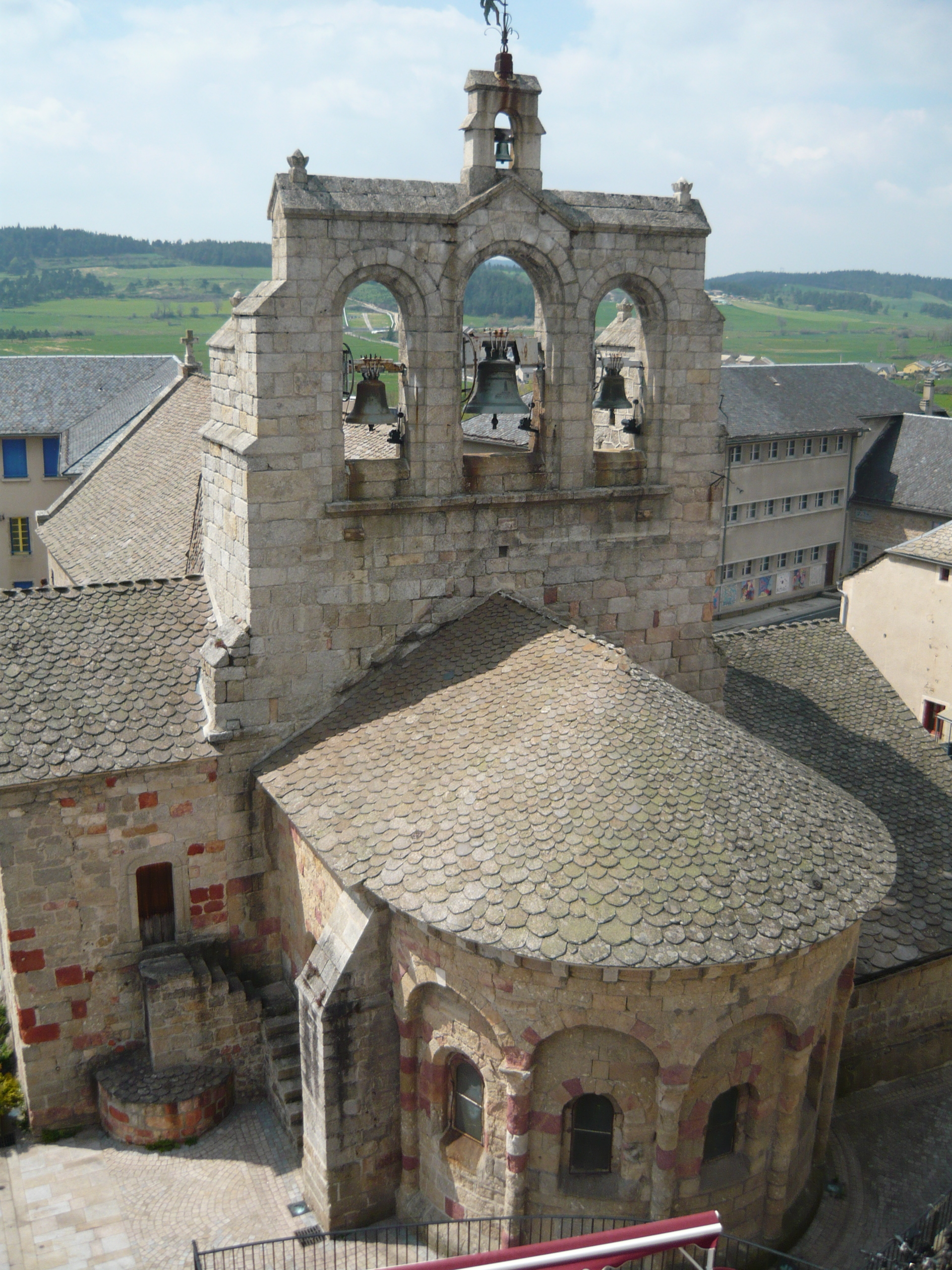
Kirche Saint-Alban

In der romanischen Kirche ist deutlich der Einfluss der Auvergne zu spüren. Unterhalb des runden Dachs der Apsis sind harmonische Arkaden zu sehen. Zwischen Apsis und Kirchenschiff wurde 1891 ein imposanter Glockenturm errichtet, der drei Glocken in fensterartigen Durchbrüchen des Turms trägt.
Das Innere der Kirche ist von schlichter Eleganz. Das Kirchenschiff besteht aus einem abgerundeten Tonnengewölbe. Die beiden Seitenkapellen sind spätere Ergänzungen. Der Blick in die Apsis zeigt fünf schöne Fenster mit Rundbögen, welche auf Stützen ruhen, deren Kapitelle mit Greifen, Sirenen, und einem Zentauren geschmückt werden.
- Schloss

Das Schloss von St. Alban befand sich im Besitz der Freiherren von Apchier und danach von Baron Molette de Morangiès. Seit 1824 wird es als psychiatrisches Zentrum verwendet. Außerdem beherbergt es die Touristeninformation.